# Filialkirche Micheldorf

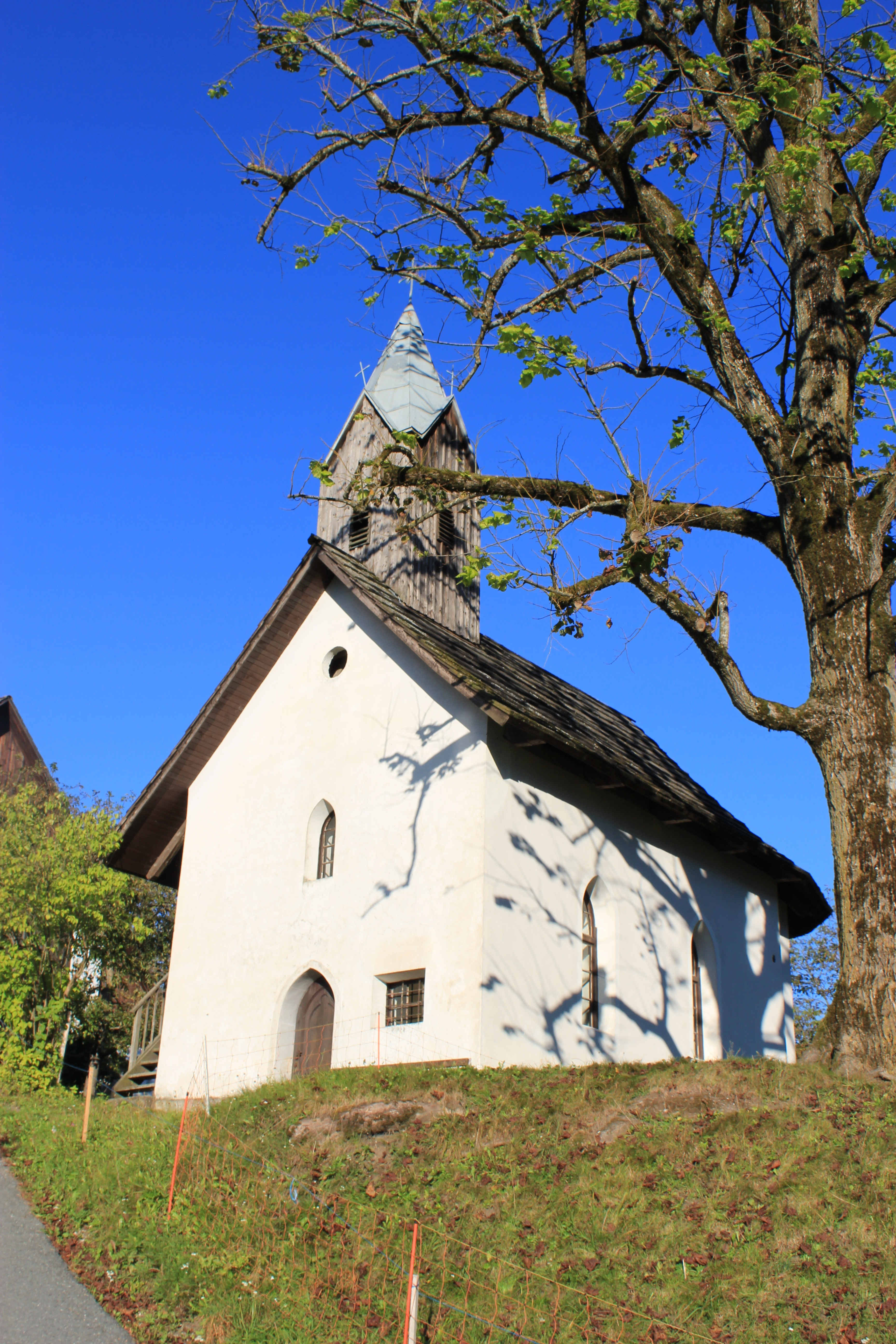

Die Filialkirche Micheldorf in der Gemeinde Hermagor ist Maria Lourdes geweiht und gehört zur Pfarre Egg. Eine Kapelle in Micheldorf/Velika vas wurde erstmals 1750 urkundlich erwähnt.

## Beschreibung
Das heutige Gotteshaus ist ein 1902 errichteter, einfacher neugotischer Bau. Die Kirche besteht aus einem zweiachsigen Schiff, einem eingezogenen Chor mit einem Sechs-Zehntel-Schluss sowie einem hölzernen, mit einem Spitzgiebelhelm bekrönten Dachreiter.
Die Kirche hat eine Flachdecke. Die Holzempore ist über einen Außenaufgang zugänglich. Der spitzbogige Triumphbogen ist im äußeren Triumphbogenfeld mit zwei Engeln sowie in zwei Medaillons mit der heiligen Bernadette Soubirous als junges Mädchen und als Nonne bemalt.
Den neugotischen Altar schuf 1902 Ignaz Hutter. Er setzt sich aus einem zentralen Schrein mit einer Natursteingrotte mit einer Lourdes-Madonna, einem maßwerkverzierten und krabbenbesetzten Wimperg als Überdachung und seitlichen Flügeln mit floralem Schnitzdekor zusammen. In einer Wandnische steht eine im nazarenischen Stil gefertigte Herz-Jesu-Statue.